# Fezolinetant
Fezolinetant, vendido sob a marca Veozah, é um medicamento usado para tratar ondas de calor causadas pela menopausa. Especificamente, é usado para sintomas moderados ou graves. É tomado por via oral.
Os efeitos secundários comuns incluem dor abdominal, diarreia, dificuldade para dormir, dor nas costas e problemas de fígado. O uso não é recomendado em pessoas com problemas renais ou hepáticos significativos. É um bloqueador do receptor da neuroquinina-3 (NK 3).